# Saint-Aubin, Fribourg
Saint-Aubin är en ort och kommun i distriktet Broye i kantonen Fribourg, Schweiz. Kommunen har 1 970 invånare (2023).